# Atherigona griseiventris
Atherigona griseiventris är en tvåvingeart som beskrevs av Fritz Isidore van Emden 1940. Atherigona griseiventris ingår i släktet Atherigona och familjen husflugor. Inga underarter finns listade i Catalogue of Life.